# Mohamed Ali Farjallah
Mohamed Ali Farjallah, né le 5 juillet 1992 à Radès, est un basketteur tunisien.

## Carrière
- 2012-2014 : Club africain
- 2014-2015 : Étoile sportive goulettoise

## Palmarès
- Champion de Tunisie : 2014
- Coupe de Tunisie : 2014